# روبين لو نورماند
روبين لو نورماند (بالفرنسية: Robin Le Normand)‏ (11 نوفمبر 1996 في فرنسا - ) هو لاعب كرة قدم إسباني يلعب في مركز الدفاع مع نادي أتلتيكو مدريد.

## روابط خارجية
- روبين لو نورماند على موقع الاتحاد الأوربي (الإنجليزية)
- روبين لو نورماند على موقع رابطة كرة القدم الفرنسية للمحترفين (الإنجليزية)
- روبين لو نورماند على موقع إي إس بي إن إف سي (الإنجليزية)
- روبين لو نورماند على موقع قاعدة بيانات كرة القدم.إي يو (الإنجليزية)
- روبين لو نورماند على موقع ليكيب (الفرنسية)
- روبين لو نورماند على موقع ناشيونال فوتبول تيمز (الإنجليزية)
- روبين لو نورماند على موقع Soccerbase.com (لاعب) (الإنجليزية)
- روبين لو نورماند على موقع Soccerway.com (الإنجليزية)
- روبين لو نورماند على موقع عالم كرة القدم.نت (الإنجليزية)
- روبين لو نورماند على موقع AS.com (الإسبانية)